# 헬레폴리스
헬레폴리스(Helepolis, ἑλέπολις)는 이동식 공성탑의 그리스어 명칭이다.
가장 유명한 것으로는 테살리아의 폴리이도스에 의해 발명된 것이며, 마케도니아의 데메트리오스 1세와 아테네의 아피마코스에 의해 개선되어 로도스 공성전에서 사용된 것이다. 이 공성탑은 디오도로스 시켈로스에 의해 설명되기도 하였으며, 비트루비우스, 플루타르코스 그리고 아테나이오스 메카니코스의 묘사에도 등장한다.